# Blauenthaler Wasserfall

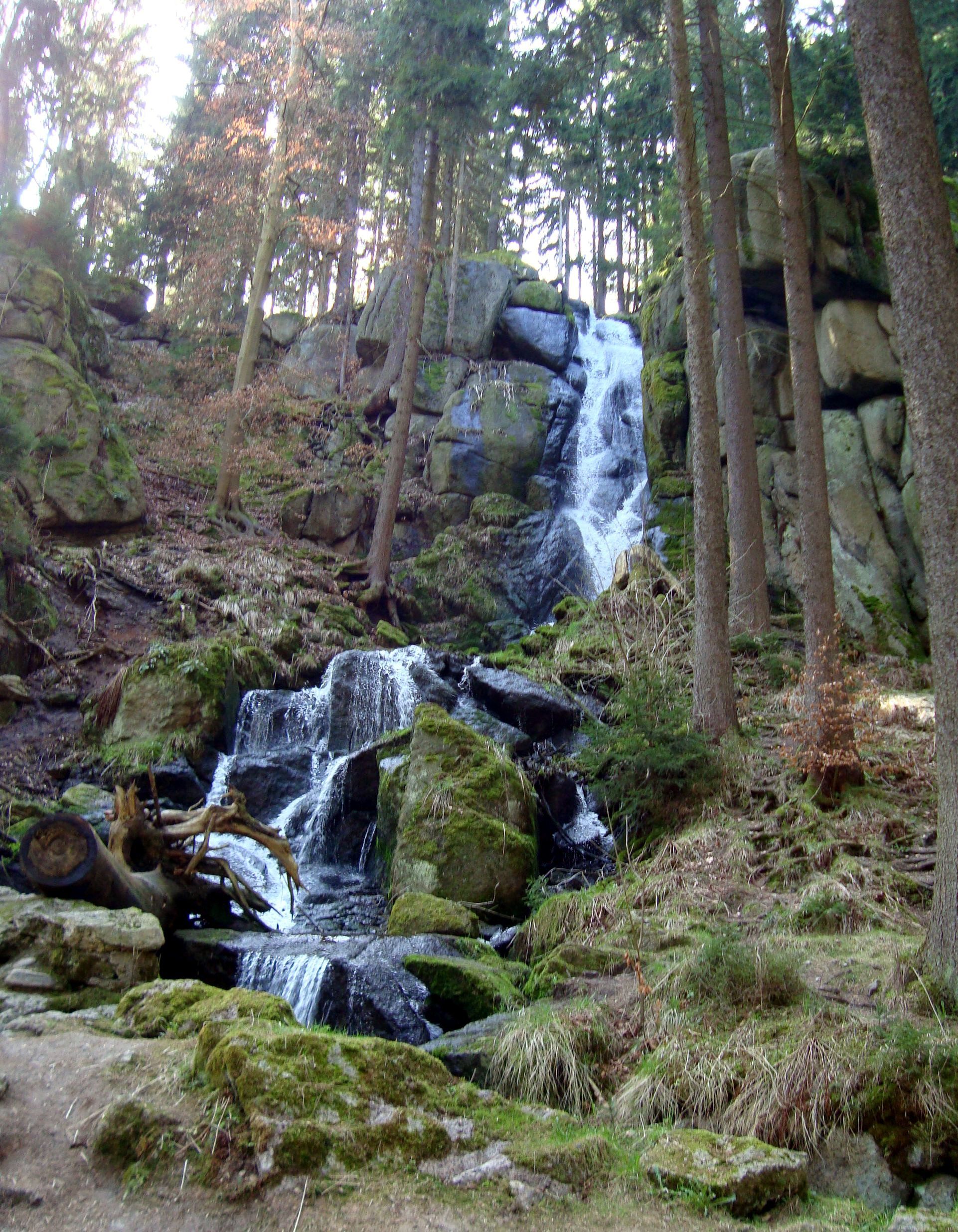
Blauenthaler Wasserfall im April 2010

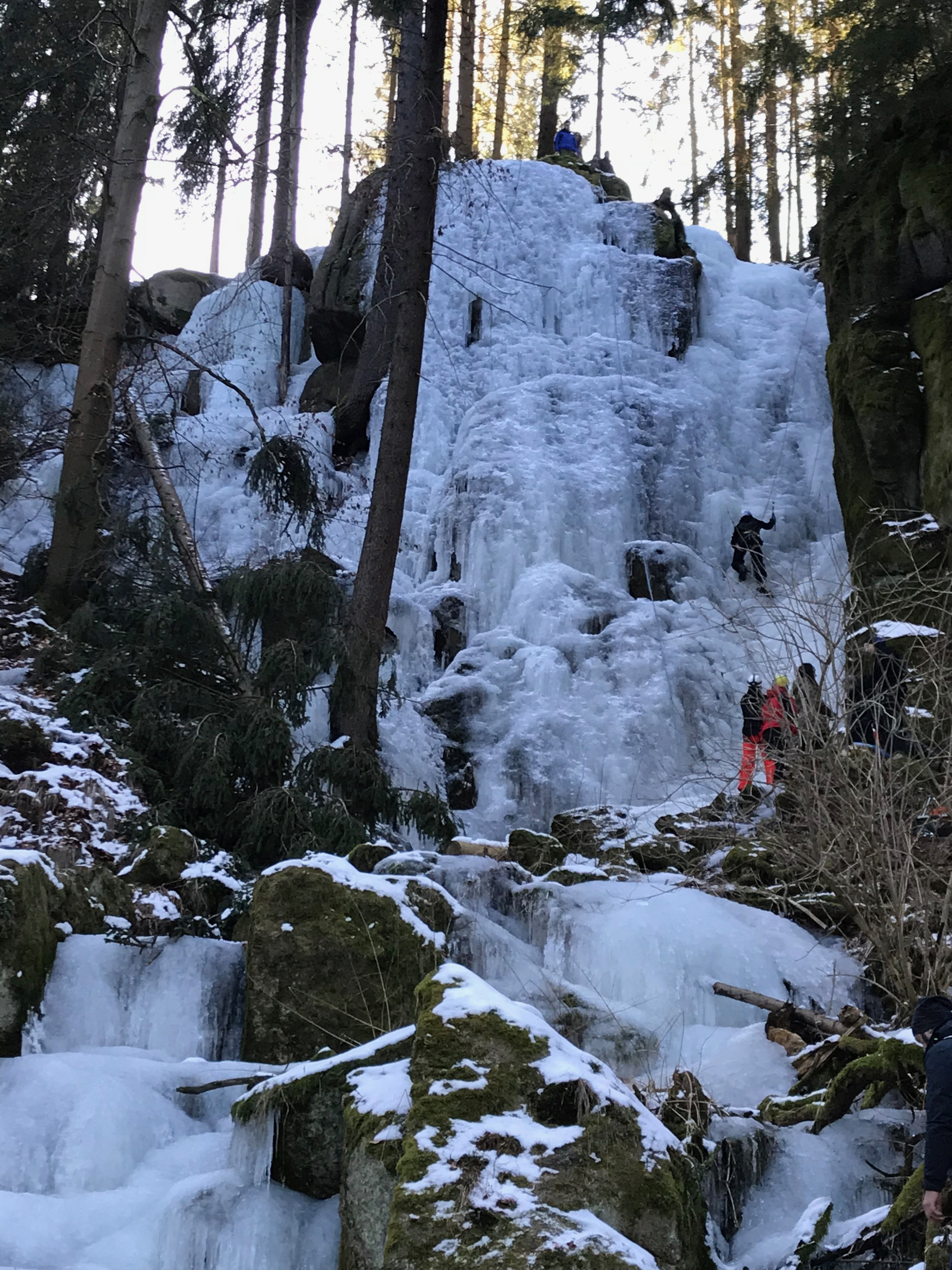
Eisklettern am gefrorenen Wasserfall

Der Blauenthaler Wasserfall bei Blauenthal im Erzgebirge ist mit etwa 30 Metern Fallhöhe Sachsens größter Wasserfall. Er ist nicht natürlichen Ursprungs, sondern wird von einem Graben gespeist.

## Beschreibung
Um 1530 erwarb der aus der Gegend von Nürnberg stammende Blechhändler und -produzent Andres Blaw den Standort einer ehemaligen Mahl- und Brettmühle und baute ihn zu einem bedeutenden Hammerwerk aus.
Nach dem Ersten Weltkrieg ließ der Fabrikbesitzer Kommerzienrat Toelle einen neuen, mit Naturstein ausgemauerten Betriebsgraben oberhalb einer steilen Felswand im Tal der Bockau anlegen, um seine Arbeiter nicht in die Arbeitslosigkeit schicken zu müssen. Mit diesem Wasser wurden die Turbinen seiner örtlichen Holzschleiferei als Zulieferer der Papierfabrik in Langenbach angetrieben. Dieser Kunstgraben zweigte bereits im Höllengrund von der Kleinen Bockau ab und verlief über die Große Bockau hinweg, um nach etwa 3 km die Holzschleiferei zu erreichen.
Als Eigentümer des „Parkhotels Forelle“ wollte Toelle den Ort für Touristen attraktiver gestalten. Daher wurden Schützen eingebaut, die es ermöglichten, an Sonn- und Feiertagen, wenn die Maschinen stillstanden, das Wasser über eine Felswand aus übereinandergetürmten Granitblöcken umzuleiten und als Wasserfall ins Tal stürzen zu lassen. Seit der Einstellung des Schleifereibetriebs besteht der Wasserfall dauerhaft und hat sich zu einer Touristenattraktion entwickelt.
Im Winter kann bei genügend Eis der seltene Sport des Eiskletterns ausgeübt werden.